# James Norris
James Barry Norris (Liverpool, 4 de abril de 2003) es un futbolista británico que juega en la demarcación de defensa para el Shelbourne F. C. de la Premier Division de la Liga de Irlanda.

## Biografía
Tras formarse en las filas inferiores del Liverpool F. C., finalmente en 2019 ascendió al primer equipo, haciendo su debut el 17 de diciembre en un encuentro de la Copa de la Liga contra el Aston Villa F. C. tras sustituir a Ki-Jana Hoever en el minuto 82, produciéndose un resultado de 5-0 a favor del conjunto birminghense. Jugó otro partido más antes de ser cedido en septiembre de 2023 al Tranmere Rovers F. C. para toda la temporada. En ella disputó veinte encuentros y, tras haber sido convocado a algún partido del primer equipo en su regreso a Liverpool, en febrero de 2025 fue prestado al Shelbourne F. C.

## Estadísticas

### Clubes
| Club                           | País       | Año       | Partidos | Goles |
| ------------------------------ | ---------- | --------- | -------- | ----- |
| Liverpool F. C.                | Inglaterra | 2019-2023 | 2        | 0     |
| Tranmere Rovers F. C. (cedido) | Inglaterra | 2023-2024 | 20       | 0     |
| Shelbourne F. C. (cedido)      | Irlanda    | 2025-     | 1        | 0     |